# Kim Jae-joong
Kim Jae-joong (hangul: 김재중, hancha: 金在中, ur. 26 stycznia 1986 w Gongju, Korea Południowa), znany także jako Jaejoong – koreański piosenkarz, kompozytor i autor tekstów piosenek. Były członek zespołu Dong Bang Shin Ki, znany również pod pseudonimem Hero oraz Youngwoong Jaejoong (w Korei) i Jejung (ジェジュン, Jejun) (w Japonii).

## Życiorys
Urodził się w Gongju, w prowincji Chungcheongnam-do w Korei Południowej jako Han Jae-joon (한재중, 韓在俊). W młodości Jaejoong został adoptowany i od tego czasu nazywał się Kim Jae-joong. Kiedy miał piętnaście lat, przeprowadził się sam do Seulu, aby brać udział w nagraniach prowadzonych przez SM Entertainment. Życie tam było zbyt kosztowne, więc wykonywał wiele prac dorywczych. Na początku kariery wziął udział w filmie Taegeukgi Hwinallimyeo (태극기 휘날리며), głównie w celach zarobkowych.

## Kariera aktorska
Razem z innymi członkami zespołu TVXQ wziął udział w serii programów telewizyjnych Banjun Theater i Vacation. Wystąpił także w filmie Heaven's Postman (천국의 우편 배달부). W marcu 2010 zapowiedziano jego udział w japońskim serialu Sunao ni narenakute (jap. 素直になれなくて). W sierpniu 2011 roku wystąpił w swoim pierwszym serialu w Korei Południowej, z Choi Kang-hee i Ji Sung w Protect the Boss. W maju 2012 wystąpił w drugim serialu Dr. Jin. W tym samym roku otrzymał główną rolę w filmie Jackal-i onda, grając gwiazdę hallyu Choi Hyun.